# Callithomia tridactyla
Callithomia tridactyla är en fjärilsart som beskrevs av Herman Dewitz 1877. Callithomia tridactyla ingår i släktet Callithomia och familjen praktfjärilar. Inga underarter finns listade i Catalogue of Life.